# 1912-es indianapolisi 500
A 2. alkalommal megrendezett Indianapolisi 500 mérföldes versenyt 1912. május 30-án rendezték meg.

## Futam
| Helyezés | Rajtszám | Versenyző            | Autó               | Autógyár                       | Alváz     | Motor              | Hengerek | Hengerűr-tart. (köbcol / L) | Szín                    | Előfutam seb. (mph / km/h) | Rank | Start- pozíció | Vezető körök száma | Lefutott körök száma | Idő              | Sebesség (mph / km/h) | Eredmény        | Pénzdíj (USD) |
| -------- | -------- | -------------------- | ------------------ | ------------------------------ | --------- | ------------------ | -------- | --------------------------- | ----------------------- | -------------------------- | ---- | -------------- | ------------------ | -------------------- | ---------------- | --------------------- | --------------- | ------------- |
| 1        | 8        | Joe Dawson*          | National           | National Motor Vehicle Company | National  | National           | 4        | 491 / 8,05                  | kék / fehér             | 86,13 / 138,61             | 4    | 7              | 2                  | 200                  | 6:21:06          | 78,719 / 126,686      | célbaért        | 20 000        |
| 2        | 3        | Teddy Tetzlaff       | Fiat               | E. E. Hewlett                  | Fiat      | Fiat               | 4        | 589 / 9,65                  | piros                   | 84,24 / 135,57             | 6    | 3              | 2                  | 200                  | 6:31:29 +0:10:23 | 76,632 / 123,327      | célbaért        | 10 000        |
| 3        | 21       | Hughie Hughes        | Mercer             | Mercer Motors Company          | Mercer    | Mercer             | 4        | 301 / 4,93                  | sárga                   | 81,81 / 131,66             | 11   | 17             | 0                  | 200                  | 6:33:09 +0:12:03 | 76,307 / 122,804      | célbaért        | 5 000         |
| 4        | 28       | Charlie Merz         | Stutz              | Ideal Motor Car Company        | Stutz     | Wisconsin          | 4        | 390 / 6,39                  | szürke                  | 78,88 / 126,95             | 18   | 22             | 0                  | 200                  | 6:34:40 +0:13:34 | 76,014 / 122,333      | célbaért        | 3 000         |
| 5        | 18       | Bill Endicott        | Schacht            | Schacht Motor Car Company      | Schacht   | Wisconsin          | 4        | 390 / 6,39                  | piros                   | 80,57 / 129,66             | 15   | 15             | 0                  | 200                  | 6:46:28 +0:25:22 | 73,807 / 118,781      | célbaért        | 2 500         |
| 6        | 2        | Len Zengel           | Stutz              | Ideal Motor Car Company        | Stutz     | Wisconsin          | 4        | 390 / 6,39                  | szürke                  | 78,85 / 126,90             | 19   | 2              | 0                  | 200                  | 6:50:28 +0:29:22 | 73,088 / 117,624      | célbaért        | 2 000         |
| 7        | 14       | Johnny Jenkins       | White              | White Indianapolis Company     | White     | White              | 6        | 490 / 8,03                  | fehér                   | 80,82 / 130,07             | 13   | 11             | 0                  | 200                  | 6:52:38 +0:31:32 | 72,704 / 117,006      | célbaért        | 1 500         |
| 8        | 22       | Joe Horan            | Lozier             | Dr. W. H. Chambers             | Lozier    | Lozier             | 4        | 545 / 8,39                  | fehér / piros           | 80,48 / 129,52             | 16   | 18             | 0                  | 200                  | 6:59:38 +0:38:32 | 71,491 / 115,054      | célbaért        | 1 400         |
| 9        | 9        | Howdy Wilcox         | National           | National Motor Vehicle Company | National  | National           | 4        | 590 / 9,67                  | kék / fehér             | 87,20 / 140,33             | 3    | 8              | 0                  | 200                  | 7:11:30 +0:50:24 | 69,525 / 111,890      | célbaért        | 1 300         |
| 10       | 19       | Ralph Mulford        | Knox               | Ralph Mulford                  | Knox      | Knox               | 6        | 597 / 9,78                  | fehér / piros           | 87,88 / 141,43             | 2    | 16             | 0                  | 200                  | 8:53:00 +2:31:54 | 56,285 / 90,582       | célbaért        | 1 200         |
| 11       | 4        | Ralph DePalma        | Mercedes           | E. J. Schroeder                | Mercedes  | Mercedes           | 4        | 583 / 9,55                  | szürke                  | 86,02 / 138,44             | 5    | 4              | 196                | 198                  | nem ért célba    | nem ért célba         | hajtókar        | 0             |
| 12       | 15       | Bob Burman           | Cutting            | Clark-Carter Auto Company      | Cutting   | Cutting            | 4        | 598 / 9,80                  | fehér / piros           | 84,11 / 135,36             | 7    | 12             | 0                  | 157                  | nem ért célba    | nem ért célba         | baleset, 2. kör | 0             |
| 13       | 12       | Bert Dingley         | Simplex            | Bert Dingley                   | Simplex   | Simplex            | 4        | 597 / 9,67                  | piros / fehér           | 80,77 / 129,99             | 14   | 10             | 0                  | 116                  | nem ért célba    | nem ért célba         | hajtókar        | 0             |
| 14       | 25       | Joe Matson           | Lozier             | O. Applegate                   | Lozier    | Lozier             | 4        | 545 / 8,93                  | fehér / piros           | 79,90 / 128,59             | 17   | 21             | 0                  | 110                  | nem ért célba    | nem ért célba         | főtengely       | 0             |
| 15       | 7        | Spencer Wishart      | Mercedes           | Spencer Wishart                | Mercedes  | Mercedes           | 4        | 583 / 9,55                  | szürke / fekete / piros | 83,95 / 135,10             | 9    | 6              | 0                  | 82                   | nem ért célba    | nem ért célba         | vízcsatlakozás  | 0             |
| 16       | 3        | Gil Andersen         | Stutz              | Ideal Motor Car Company        | Stutz     | Wisconsin          | 4        | 390 / 6,39                  | szürke / fehér          | 80,93 / 130,24             | 12   | 1              | 0                  | 80                   | nem ért célba    | nem ért célba         | baleset, 3. kör | 0             |
| 17       | 17       | Billy Liesaw         | Marquette-Buick    | Will Thomson                   | Marquette | Buick              | 4        | 594 / 9,73                  | tan / piros             | 77,51 / 124,74             | 21   | 14             | 0                  | 72                   | nem ért célba    | nem ért célba         | kigyulladt      | 0             |
| 18       | 46       | Louis Disbrow        | Case               | J. I. Case T. M. Company       | Case      | Case               | 6        | 450 / 7,37                  | fehér / piros           | 76,54 / 123,18             | 23   | 24             | 0                  | 67                   | nem ért célba    | nem ért célba         | differenciál    | 0             |
| 19       | 23       | Mel Marquette        | McFarlan           | Speed Motors Company           | McFarlan  | McFarlan           | 6        | 425 / 6,96                  | szürke                  | 78,08 / 125,66             | 20   | 19             | 0                  | 63                   | nem ért célba    | nem ért célba         | törött kerekek  | 0             |
| 20       | 6        | Eddie Hearne         | Case               | J. I. Case T. M. Company       | Case      | Case               | 6        | 450 / 7,37                  | fehér / piros           | 81,85 / 131,72             | 10   | 5              | 0                  | 55                   | nem ért célba    | nem ért célba         | leégett csapágy | 0             |
| 21       | 16       | Eddie Rickenbacker   | Firestone-Columbus | Columbus Buggy Company         | Fiat      | Firestone-Columbus | 4        | 345 / 5,65                  | crimson / fekete        | 77,30 / 124,40             | 22   | 13             | 0                  | 43                   | nem ért célba    | nem ért célba         | szívószelep     | 0             |
| 22       | 29       | David L. Bruce-Brown | National           | National Motor Vehicle Company | National  | National           | 4        | 590 / 9,67                  | kék / fehér             | 88,45 / 142,35             | 1    | 23             | 0                  | 25                   | nem ért célba    | nem ért célba         | szelephiba      | 0             |
| 23       | 10       | Harry Knight         | Lexington          | Lexington Motor Car Company    | Lexington | Lexington          | 6        | 422 / 6,92                  | barna / fehér           | 75,92 / 122,18             | 24   | 9              | 0                  | 6                    | nem ért célba    | nem ért célba         | motorhiba       | 0             |
| 24       | 26       | Len Ormsby           | Opel               | I. C. Stern & B. C. Noble      | Opel      | Opel               | 4        | 450 / 7,37                  | szürke / piros          | 84,09 / 135,33             | 8    | 20             | 0                  | 5                    | nem ért célba    | nem ért célba         | hajtókar        | 0             |

- Joe Dawsont a 108–144. körben Don Herr váltotta.

## Fordítás
Ez a szócikk részben vagy egészben a 1912_Indianapolis_500 című angol Wikipédia-szócikk fordításán alapul.  Az eredeti cikk szerkesztőit annak laptörténete sorolja fel. Ez a jelzés csupán a megfogalmazás eredetét és a szerzői jogokat jelzi, nem szolgál a cikkben szereplő információk forrásmegjelöléseként.